# 阿里巴巴集团
30°11′23″N 120°11′25″E / 30.189602°N 120.190371°E
阿里巴巴集团（：BABA、港交所：9988、港交所：89988（人民幣結算））创立于1999年，是中國大陆一家以提供互联网服务为主的综合企业集团，目前实行位于杭州，上海与北京的双总部制度。
阿里巴巴服務範圍包括B2B貿易、網上零售、購物搜索引擎、第三方支付和雲計算服務。集團的子公司包括阿里巴巴B2B、淘寶網、天猫、一淘网、阿里雲計算、聚划算、全球速卖通、阿里巴巴国际交易市场、餓了麼、飛豬、優酷、盒馬鮮生、阿里影業、菜鸟网络、UC瀏覽器、釘釘、高德地圖、Lazada、Daraz等。旗下的淘宝网和天猫在2012年销售额达到1.1兆人民币，2015年度商品交易总额已经超过三兆元人民币，是全球最大零售商。
至2012年九月底止的財政年度，以美國會計準則計算，阿里營業額按年增長74%至318.39億元（港元‧下同），盈利急升80%至37.75億元。2015年全年，阿里巴巴营收146.01億美元，净利為74.94億美元。2017年，根據阿里巴巴集团向美国证券交易委员会提交的IPO招股书显示，雅虎持有阿里巴巴集團22.6%股權、軟銀持阿里集團34.4%股份，另管理層、僱員及其他投資者持股比例合共約為43%，當中馬雲持阿里巴巴集團約8.9%、蔡崇信持股為3.6%。
2019年11月，阿里巴巴集團在在港交所二次上市。香港財經界把阿里巴巴、騰訊（港交所：700）、美團點評（港交所：3690）、小米（港交所：1810）四隻中國大陸科技股的英文名稱首個字母，合稱「ATMX」股份。
2019年11月26日，阿里巴巴集團港股上市，总市值超4兆，登顶港股成为港股“新股王”。2020年8月，阿里巴巴集團港股总市值首次超過6万亿。
阿里巴巴拆份出去的螞蟻集團上市前，網路金服整體遭遇到政府的強力監管，阿里巴巴同樣受到影響，2021年4月10日，阿里巴巴集團涉壟斷被中國市場監管總局罰款182.28億元人民幣。2023年三家中國最主要的金融機構，又被聯合開罰71億元，不過也隨著傳聞最後整頓工作的即將完成，阿里巴巴市值已開始反彈。2024年八月底官方宣布阿里三年整改已全數到位，公司股價再飆4%。

## 歷史

#### 早期
1999年6月，阿里巴巴网络有限公司（阿里巴巴集團的直接前身）由馬雲與另外18名人士創立，主要經營服務小企業的B2B（企業對企業）網上貿易平台“Alibaba.com”。後於2003年5月，阿里巴巴集團投資1億元人民幣建立網上購物平台淘寶網；2004年10月，投資成立支付寶，面向中國電子商務市場推出第三方擔保交易服務；2005年8月，與雅虎達成全面合作關係，阿里巴巴集團全部收購雅虎中國資產，包括旗下的一搜、3721，雅虎美國獲得新阿里巴巴集團的40%股份；2007年8月，推出廣告交易平台阿里妈妈，以支付的低端門槛吸引了大量的中小站長加入。
2007年11月6日，阿里巴巴正式以港幣13.5元在香港聯合交易所掛牌上市，股票代碼為「1688 HK」。阿里巴巴上市開盤價30港元，較發行價提高122%。融資116億港元，創下中國互聯網公司融資規模之最。
2008年，阿里巴巴中共党支部升格为集团中共党委。2009年9月，阿里巴巴集團慶祝創立十週年，同時宣布成立另一家子公司阿里雲計算。公司创始人“阿里巴巴十八罗汉”(分别是马云、张勇、张瑛、孙彤宇、金建杭、蔡崇信、彭蕾、吴泳铭、盛一飞、楼文胜、麻长炜、韩敏、谢世煌、戴珊、金媛影、蒋芳、师昱峰、饶彤彤)宣布辞去创始人职位，公司改为合伙人制度。
2011年6月，阿里巴巴集團將淘寶網分拆為三個獨立的公司：淘寶網、淘寶商城（后更名为天猫）和一淘，以更精準和有效的服務中國的網購人群。
阿里巴巴掛牌上市後，其股價一度飆漲至41.8元，為掛牌價的三倍，贏得「香港新股王」的稱號。但是到了2008年7月，阿里巴巴股價已暴跌78%，跌破10元票面價；10月，股價更曾跌至3.46元。2008年，阿里巴巴首先在國內發出經濟危機來臨的警告，在國內中小企業面臨強烈衰退衝擊的形勢下，主動降低會員費用，增加培訓和功能研發投入，並和中國各級政府合作，輔導中小企業利用互聯網開展貿易，減少成本，開拓更多商業機會。2009年上半年財報顯示會員數增加幅度創出歷史新高，資本市場也對此作出積極反應，股價從4元以下上漲到20元以上。2012年2月21日，宣布每股13.5元私有化。這次退市讓美國雅虎和日本軟銀的收益最大化得到保障，卻直接傷害了香港眾多小股民的利益。在2012年5月25日，股東大會通過私有化，並於2012年6月20日，撤銷在香港交易所上市，为美国IPO做准备。
阿里巴巴集團的總部設於中國杭州市，2019年，其位于北京市的新总部正式开工，在中國內地擁有數十個辦事處，並在香港、臺灣 和日本、印度、美國硅谷、倫敦等地設有辦事處。
2011年亦斥資1.67億元人民幣，入股2013年七月上市的擎天軟件（01297），隨公司上市而出售部分舊股，持股比例由25%減至13.75%，但仍是擎天軟件的第二大股東。
2012年5月21日，阿里巴巴集團以71億美元，包括63億美元現金和不超過8億美元阿里巴巴優先股，向雅虎回購17%股份。此外，阿里巴巴亦向雅虎支付5.5億美元現金，作為修訂技術及知識產權授權協議。
2012年9月，阿里巴巴集团完成了回购一半雅虎所持阿里巴巴股份的交易，金额为76亿美元。其向投资机构出售股份筹集了部分交易资金，其中主要包括中国的主权基金，及博裕资本、中信资本，以及国家开发银行的投资机构国开金融（CDB Capital）。

#### 2013年——2022年
2013年1月10日，阿里巴巴集团旗下的音乐事业部收购音乐网站虾米网。
2013年2月20日，阿里巴巴、中國平安保險、騰訊共同攜手設立的眾安在線財產保險公司（英語：Zhong An Online Property Insurance Co.,簡稱：眾安在線）將成為中國首家通過互聯網銷售所有產品并處理理賠的財產保險公司。阿里巴巴將持有眾安在線19.9%的股份，成為其最大股東。中國平安和騰訊控股將分別持股5%。另有六家中小股東分別為攜程、優孚控股、日訊網絡科技、日訊互聯網、加德信投資、遠強投資。
2013年4月29日，北京微梦创科网络技术有限公司（新浪微博）與阿里巴巴簽署戰略合作協議，後者將以5.86億美元（折合約45.47億港元），收購微博18%股權。同時新浪亦授予對方一項期權合約，讓阿里巴巴日後，可按事先約定的定價方式，將其在新浪微博公司的股份比例提高至30%。
2013年5月10日，阿里巴巴集團2.94億美元投資入股中國第一大導航地圖供應商高德軟件約28%股份，超過公司董事長侯軍的16.7%，將成為公司第一大股東。
2013年3月7日，宣布将筹备成立阿里小微金融服务集团，阿里小微金融服务集团主要业务范畴涉及包括支付、小贷、保险、担保等领域。
2013年7月17日，阿里巴巴戰略投資中文旅遊資訊和線上增值服務提供商窮遊網。阿里巴巴未透露具體的投資金額。
2013年7月23日，阿里巴巴和華數傳媒，合作推出搭載阿里智能TV操作系统的第一代互聯網電視機頂盒「華數彩虹」，將電視、機頂盒、手機等終端設備連繫，而且加入電子商務、互聯網支付等功能。
2013年9月11日，阿里巴巴與創維推出的電視品牌為「酷開」，有兩款型號電視55K1和42K1，同樣預載阿里TV操作系统及創維天賜系統，產品於10月正式開賣。
2013年9月24日，阿里巴巴將收購中國雲存儲軟件公司酷盤，但沒有披露交易價格。
2013年10月9日，阿里巴巴將出資11.8億人民幣認購「餘額寶」合作伙伴天弘基金26230萬元的注冊資本，完成后占其股本的51%。同時，內蒙君正也將跟隨增資，擬出資6943萬元認購1542.9萬元的注冊資本出資額，不過其持股比例仍將從36%降至15.6%。
2013年10月11日，阿里巴巴入股美國物流商ShopRunner。
2013年11月19日，阿里巴巴出資8,000萬美元（約6.24億港元）收購內地移動數據分析平台友盟。
2013年12月9日，阿里巴巴集團宣布與海爾集團達成戰略合作，對海爾電器進行總額為28.22億元的投資，其中阿里巴巴對海爾電器旗下日日順物流投資18.57億元，設立合資公司，包括認購日日順物流9.9％的股權，金額為5.41億元港幣；認購海爾電器發行的金額為13.16億元港幣的可轉換債券。該可轉換債券未來可轉換成日日順物流24.1％的股份，意味未來阿里最高將持有日日順物流34%股權。同時，阿里巴巴集團以認購新股的方式對海爾電器投資9.65億元港幣，獲得海爾電器2％的股份。
2013年阿里巴巴全資子公司中國萬網12月26日獲工信部，批出虛擬運營牌照內地流動通訊業。據了解，中國萬網成立於1996年，為互聯網應用服務提供商。2009年9月28日，阿里巴巴宣布，支付5.4億元現金分兩期獲得中國萬網在中國營運的股權。

#### 2014年
2014年1月23日，中信21世紀將向阿里巴巴和雲鋒基金配發44億股股份，每股配售價0.3元，較股份1月16日停牌前折讓約63.9%，意味阿里巴巴以13.3億元入主中信21。認購事項完成後，阿里巴巴和雲鋒基金將持有中信21逾54.33％股權，成為大股東，阿里及雲鋒基金將分別持有38.1%及16.2%。現有大股東中信集團持股量將會降至9.92%，而阿里巴巴亦會委任五名執行董事入局。
2014年2月10日，阿里巴巴每股以美國預託證券21美元，（或每股5美元普通股），比該股上周五（2月7日）收市價16.54美元溢價27%，涉資約10.45億美元、折合約81億港元現金。全面收購美國上市的聯營公司高德軟件（AutoNavi），且計劃將其私有化，整合導航、網上地圖等服務，抗衡另外兩大科網巨頭騰訊、百度。阿里巴巴2013年5月份已動用22億港元入股高德28.3%，成為第一大股東。
2014年2月11日，阿里巴巴向外電證實，將通過旗下子公司Vendio及Auctiva在美國推出一個電子商務網站11main.com，業務類似eBay的在線購物網站。
2014年2月17日，阿里巴巴確認與淡馬錫及啟明創投等合作，向全球最大英語學習機構TutorGroup作出共1億美元的投資。目前TutorGroup旗下的VIPABC.com與TutorABC.com提供超過500萬堂的課堂教學。
2014年2月19日阿里巴巴宣布，天貓國際（www.tmall.hk）正式上線，為國內用戶直供海外原裝進口商品。
2014年3月11日阿里巴巴集團旗下ALIBABA INVESTMENT，將以每股0.5元入股文化中國傳播（1060），以認購124.88億新股，共涉資62.44億元，佔經擴大後之已發行股本60%。另外，騰訊（700）原持有文化中國傳播8%股權，經上述交易後，持股量將被攤薄至3.2%。
2014年3月16日，阿里巴巴集团宣佈启动在美国的上市事宜。
2014年3月20日，阿里巴巴以2.15億美元投資美國流動短片聊天服務商Tango。
2014年3月31日，阿里巴巴集團以認購銀泰百貨新股及可轉換債券的方式進行投資，總投資額53.7億元港幣。交易完成後，阿里巴巴將持有銀泰商業9.9%的股份及總額約37.1億元港幣的可轉換債券。雙方約定在未來三年內，在相關法律法規許可的前提下，阿裡集團可將可轉換債券轉換為銀泰商業的普通股股份，從而使得阿裡集團最終在銀泰商業的持股比例不低於25%。
2014年4月2日恒生電子公司控股股東恒生集團的17名自然人股東與馬雲持股99.1365%的浙江融信網絡技術於簽署《股權購買協議》斥資32.99億元（人民幣現金）收購恒生集團100%股權交易，完成後，浙江融信将通過恒生集團持有恒生電子20.62%的股份，成爲公司控股股東。除馬雲在阿里巴巴集團擔任董事局主席外，浙江融信與阿里巴巴集團並無股權或控制或被控制關係。
2014年4月8日馬雲及史玉柱實際控制的杭州雲溪投資合夥企業，以每股22.8元現金，斥資65.36億元（人民幣，下同）認購在深圳證券交易所上市的華數傳媒（000156）_非公開發行股份，286,671,000股，佔其擴大後股本的20%，成為公司第二大股東。
2014年4月28日阿里巴巴和雲峰基金以12億2000萬美元入股優酷土豆集團，將持有優酷土豆合共18.5%股份。交易達成後，阿里巴巴將持有優酷土豆16.5%的股份，由阿里巴巴創始人馬雲創立的雲峰基金將持有2%的股份。交易涉及約7.21億股，每股作價1.6944美元，每18股A股普通股相當於1股ADS，折算每股ADS約30.4992美元。
2014年4月28日，阿里巴巴與UC優視合作推出移動搜索新品牌「神馬」，成立合資公司廣州神馬移動信息科技有限公司（shenma），UC優視持股70%，阿里巴巴持股30%，共同發展移動搜索業務。
2014年5月6日，阿里巴巴向美国证监会（SEC）递交IPO申请，计划赴美上市。
2014年5月29日，阿里巴巴斥資3.125億元新元收購新加坡郵政（Singapore Post Ltd.）10.23%股份。
2014年6月5日，阿里巴巴斥資12億元人民幣（約59億元新台幣），購入廣州恆大足球隊的50%股權，將與恆大集團共同經營球隊。
2014年6月11日，阿里巴巴集团与UC优视公司联合宣布，UC优视将整体并入阿里巴巴集团，与阿里集团部分业务进行集成。
2014年6月11日，阿里巴巴推出其首个直接面向美国消费者的在线商店，这个网站名为11 Main。
2014年6月11日，浙江阿里巴巴電商更名浙江螞蟻小微金融服務集團有限公司，同時，馬雲和謝世煌將股份全部贈予杭州君瀚股權投資合夥企業，因此最新股權結構為杭州君澳持股41.14%，杭州君瀚持股57.86%。
2014年6月25日，香港上市公司文化中國傳播集團發出公告，阿里巴巴集團完成新股認購，成為第一大股東。文化中國更名為阿里巴巴影業。
2014年6月26日，阿里巴巴向美国证券交易委员会提交的招股书增补文件显示，阿里巴巴计划在纽约证券交易所挂牌上市，股票交易代码为“BABA”，但文件并未披露上市的具体时间。据多家分析机构预测，阿里巴巴的募资金额可能高达200亿美元，可能成为史上规模最大的IPO之一。作为第一大股东的日本软银集团，将成为阿里巴巴上市最大的赢家。
2014年9月，阿里巴巴先后在纽约、波士顿、巴尔的摩、洛杉矶、旧金山、丹佛、新加坡、香港和伦敦举行路演活动。18日，阿里巴巴正式公布了自己的挂牌价，确定为68美元，募资金额为218亿美元，加上承销商拥有“超额配售权”，阿里巴巴此次IPO可达250亿美元规模，很有可能一举超过中国农业银行在2010年创下的221亿美元的全球最大IPO记录。
阿里巴巴将于美国东岸时间9月19日上午9时上市。阿里巴巴当日开盘价92.7美元，成中国第二大市值公司，阿里巴巴市值已经接近于百度与腾讯之和，且仍未上市其独立资产支付宝。当日收盘价格为93.89美元，上涨38.07%，总市值2314亿美元。盘中最高价99.70美元，最低89.95美元。
2014年9月28日，阿里巴巴集團旗下淘寶（中國）軟件公司以每股51.52元（人民幣．下同）價格，斥資28.1億元人民幣，收購在深圳證交所上市的北京中長石基信息技術公司(「石基信息」)的15%股權，即5455萬股石基信息的股份。
中國銀行業監督管理委員會2014年9月29日批准浙江網商銀行籌建申請，主要發起人股東包括浙江螞蟻小微金融服務集團有限公司、上海複星工業技術發展有限公司、萬向三農集團有限公司、寧波市金潤資產經營有限公司，其持股比例分別為30%、25%、18%、16%。其他認購股份占總股本10%以下企業的股東資格由浙江銀監局按照有關法律法規審核。
2014年10月28日，阿里巴巴集團將旗下航旅事業部升級為航旅事業群，「淘寶旅行」升級為全新獨立品牌「阿里旅遊．去啊」，並使用新域名（www.alitrip.com）。

#### 2015年
2015年1月28日，雅虎將成立一間名為SpinCo的獨立公司，負責管理雅虎持有的3.84億股阿里巴巴股份，股份總值達到400億美元。雅虎會向現有股東分派SpinCo的股份。預料分拆將於第四季完成，剝離完成後，美國雅虎將繼續持有雅虎日本35.5%權益，總值約70億元。
2015年2月5日，阿里巴巴旗下公司螞蟻金融服務集團與經營印度最大的移動支付和商務平台Paytm的One97 Communications，雙方簽訂戰略合作協議。螞蟻金服將持有One97的25%股權，以支持印度的移動支付及商務平台發展。兩家公司並未提供交易金額，不過，外電引述知情人士透露，這部分股權總值超過5億美元(約39億港元)。
2015年2月9日，阿里巴巴集团斥資5.9億美元(約46.02億港元)收購魅族科技有限公司(Meizu Technology Corp)的少數股份。
2015年3月4日，阿里巴巴集团的子公司杭州阿里創業投資斥資24億人民幣，即每股作價24.22元，認購深圳創業板上市的光線傳媒(深:300251)9900萬股，約占光線8.8%的股份，從而成為其第二大股東，阿里創投註冊資本2.6億元，馬雲占股80%，為阿里創投的控股股東。
2015年6月2日，阿里巴巴影業將按每股2.9港元，向不少於6名投資者配售41.9957億股新股，佔擴大後的已發行股本約16.64%，集資121.8億港元（約合15.7億美元），阿里巴巴的持股比率，將由60.99％減至50.84％。
2015年6月4日，阿里巴巴集团斥資12億人民幣，入股上海文化廣播影視集團（SMG）旗下的第一財經傳媒30％股權，雙方將共同合作建立一家財經數據與資訊服務公司「新媒體科技」，在支付寶提供股票行情資訊。
2015年7月8日，阿里巴巴集团斥資1億美元投資總部位於上海的在線購物平台魅力惠(Mei.com)。
2015年6月23日，阿里巴巴集团出售旗下美國網購子公司11 Main紿OpenSky，以换取方對方37.6%股份。
2015年7月8日，阿里巴巴集团斥資1億8710萬新元(約1.38億 美元)，増持新加坡郵政（Singapore Post Ltd.）至14.51%，同時斥資0.92億新元入股新郵政的子公司“冠庭國際物流”34%股份。
2015年8月10日，阿里巴巴集团宣布將以每股15.23元人民幣，斥資283億元人民幣战略投资蘇寧雲商非公開發行Ａ股股票不超過約19.2667億股，佔19.99％股份成为第二大股东；蘇寧雲商将以140亿元人民币认购不超过2780万股的阿里新发行股份；双方将打通线上线下全面提升效率，为中国及全球消费者提供更加完善商业服务。阿里巴巴集團也進行了對365翻譯的收購。
2015年9月8日，阿里巴巴集团宣布成立阿里体育集团。原SMG副总裁张大钟出任阿里体育CEO，阿里集团CEO张勇将担任阿里体育董事长。
2015年11月6日，阿里巴巴集团斥資以每股27.6美元現金，收購合一集團（原優酷土豆集團）持有的81.7%股份，總代價约46.7億美元，阿里巴巴原本擁有合一集團18.3％股權。交易完成后，古永锵会继续担任优酷土豆董事会主席兼任CEO。
2015年12月13日，阿里巴巴集团以20.6億港元（約合2.66億美元）現金收購南華早報集團媒體資產，包括《南華早報》及《星期日南華早報》、相關報紙網站及軟件、兩個中文網站、雜誌業務、招聘、戶外媒體、活動及會議、教育及數碼媒體業務。

#### 2016年
2016年4月12日，阿里巴巴集团斥資78億港元（10億美元）入股東南亞網購平台 Lazada Group，成為 Lazada最大股東，其中德國Rocket Internet將以1.37億美元現金出售所持9.1%股份，英國Tesco以1.29億美元出售其所持有Lazada 8.6%的股份，在出售所持部分股份後，德國Rocket Internet和英國Tesco的持股比例將下降至8.8%和8.3%。
2016年6月初，阿里巴巴最大股东软银通过信托出售、阿里回购等各种方式，抛售价值大约100亿美元的阿里股票。交易完成后，软银在阿里的持股比例从32%下降到28%，仍然是单一最大股东。
2016年7月5日，阿里巴巴旗下的阿里移動斥資15億港元（2億美元）全資收購手機應用軟體下載平台豌豆莢。
2016年11月18日，阿里巴巴子公司杭州阿里巴巴澤泰信息技術有限公司通過協議受讓、認購定向增發股票及可交換債等方式，斥資21.5億人民幣收購浙江三江購物俱樂部32%股權，成為戰略投資者。

#### 2017年
- 2017年1月10日，阿里巴巴集團聯同銀泰百貨創始人沈國軍，建議以每股10港元，斥資197.9億元私有化銀泰商業，完成收購後阿里巴巴將成為銀泰的控股股東，持股比例預計增至73.73%。

- 2017年1月18日，阿里巴巴旗下南華早報以每呎55港元，預租銅鑼灣時代廣場1座18至23樓，以及31樓，每層面積約1.6萬平方呎，合共約11.2萬平方呎。

- 2017年1月26日，螞蟻金服斥資8.8億美元收購總部設在德克薩斯州的美國滙款服務公司速滙金（MoneyGram）同時將承擔速滙金未償還的債務9.373億美元。

- 2017年5月26日，阿里巴巴集团和上海易果電子商務簽訂「股權轉讓合約」，收購聯華超市2.015億股內資股，佔聯華超市18%已發行股本，成為聯華超市第2大股東。

- 2017年6月29日，阿里巴巴集团斥資10億美元增持Lazada Group，持股比例將由51%提升至83%。

- 2017年9月26日，阿里巴巴集团宣布以53億元人民幣(約62.66億港元)(8.0121億美元)，增持旗下菜鳥網絡股份，由原來的47%增至51%，並新增1個董事席位，佔董事會7個席位中的4席。

- 2017年10月11日，阿里巴巴集团阿里云在会上正式发布自主服务器、新一代专有云、数据库、计算平台等产品。阿里云与中科院宣布合作发布量子计算云平台。该平台包括量子计算的系统架构及量子算法开发计算环境。量子计算是阿里巴巴“NASA计划”。

- 2017年11月20日，阿里巴巴旗下淘寶中國控股有限公司以每股6.5港元，斥資161.32億港元入股24.82億股，即26.02%，同時亦以62.93億港元買大股東吉鑫股份的19.9%，交易完作後，淘寶中國將持有高鑫零售約36.16%股，即共斥資224.25億港元。[38]。淘寶中國同時提全購，每股作價6.5元，較停牌前8.6元有24.4%折讓，全購總額約134.5億元。全購後淘寶中國將維持高鑫零售上市地位。交易後，歐尚零售、阿里巴巴及潤泰於高鑫的股權將分別約為36.18%、36.16%及4.67%。

#### 2018年
- 2018年2月1日，阿里巴巴集团公布，根據2014年雙方簽署的戰略協議，並經董事會批准，阿里將通過一家中國子公司入股並獲得關聯公司螞蟻金服33%的股權，並將終止當前與螞蟻金服的利潤分享協議。

- 2018年2月5日，阿里巴巴集团及文投控股與萬達集團在北京簽訂戰略投資協議，以每股51.96元人民幣的價格收購萬達集團持有的萬達電影12.77%的股份，其中，阿里巴巴出資46.764億人民幣，獲得7.66%的股份，文投控股出資31.176億人民幣，獲得5.11%的股份，分別成為萬達電影第二、第三大股東，萬達集團仍是萬達電影控股股東，持股比例則降至48.09%股份。

- 2018年2月11日，阿里巴巴54.5億元人民幣入股中國家居建材龍頭企業北京居然之家投資控股集團有限公司15%股份。

- 2018年3月31日，阿里巴巴集團斥資4.45億（29.2億人民幣）和入股印尼最大的電商平台Tokopedia，同時以5億美元購買Tokopedia可轉換債券，合共持有29%股權。

- 2018年4月2日，阿里巴巴集團、螞蟻金服集團與餓了么聯合宣布，阿里巴巴已經簽訂收購協議，將聯合螞蟻金服以95億美元現金對餓了麽完成全資收購，截至2017年6月，阿里巴巴集團持有的餓了麽股權约为23%，螞蟻金服持有的餓了麽股權约为8.94%，阿里系持有的餓了麽股權就達到了32.94%。

- 2018年4月20日，阿里巴巴集團宣布，全資收購中國大陸自主嵌入式CPU IP Core公司——中天微系统有限公司。

- 2018年4月27日，海南省人民政府与阿里巴巴集团、蚂蚁金服集团签订全面深化战略合作框架协议。阿里巴巴成为海南省引入的首个战略级合作企业，将参与海南岛数字港整体建设[39]。

- 2018年5月8日，阿里巴巴集團收購巴基斯坦電子商務平台Daraz，惟未有披露交易作價。

- 2018年5月29日，阿里巴巴集團和螞蟻金服斥資13.8億美元入股中通快遞10%股權。

- 2018年7月18日，阿里巴巴集團斥資约150亿元人民币战略入股分眾傳媒，交易完成後，阿里將持有上市公司股份總數的10.3%，成為僅次於江南春的第二大股東。

- 2018年8月6日，阿里巴巴集團以約35億元人民幣認購華泰證券2.68億股份，交易完成後，阿里将持有華泰證券3.2503%股份，位列第6大股東。

#### 2019年
- 2019年2月14日，阿里巴巴集團通過全資子公司淘寶中國以每股(18.2美元），合共約4.4億美元（約30.5億人民幣）入股動畫及遊戲影片網站嗶哩嗶哩（B站）10.8%的Z類普通股，約佔總股本的8%。

- 2019年3月11日，阿里巴巴集團以46.65億元入股申通快遞控股股東德殷投資49%股權。

- 2019年3月28日，趣頭條獲得阿里巴巴集團約1.71億美元投資。根據雙方簽訂的可轉換貸款協議，阿里巴巴將以每股60美元（相當於每ADS 15美元）的價格轉換趣頭條的A類普通股；在可轉換貸款全面轉換後，趣頭條將向阿里巴巴發行新股份，相當於趣頭條在本公告發布當日股本的4.0%。

- 2019年5月16日，阿里巴巴集團以43.594億元人民幣認購紅星美凱龍非公開發行股份債券，若悉數換股，屆時阿里將獲得相當於紅星美凱龍約10%的A股，同時阿里巴巴以每股6.8港元，斥资8.94億港元增持紅星美凱龍1.31475亿股H股，佔已發行有投票權的H股份的19.51%，或總股本的3.7%，認購完成后阿里将持有13.7%的股份，成為公司第二大股東。

- 2019年5月27日，阿里巴巴集團旗下阿里網絡以每股16.12元人民幣向千方科技控股股東夏曙東及其一致行動人中智滙通、持股5%以上股東建信投資購入千方科技2.23億股A股，涉及總額35.96億元，轉讓完成後，阿里網絡持股15%，成為該公司第二大股東。

- 2019年6月3日，武漢中商向包括阿里巴巴集團在內的23名交易對方發行5768608403股A股，每股作價6.18元，集資356.5億人民幣收購居然之家100%股份，交易完成后居然之家董事長汪林明及一致行動人將持有61.86%股份，阿里巴巴及一致行動人瀚雲新領將持有14.37%股份。

- 2019年9月6日，阿里巴巴集團以20億美元現金全資收購網易旗下跨境電商平臺網易考拉[40]，收購后網易考拉將改名為考拉海購，同時阿里巴巴、雲鋒基金等共計以7億美元參與網易雲音樂B2輪融資。

- 2019年9月10日，董事长马云退职，由张勇接任[41]。

- 2019年9月23日，阿里巴巴集團與螞蟻金服宣佈，雙方達成在2014年簽訂的交易協議及相關協議修訂中列明的完成條件後，阿里巴巴已經收到螞蟻金服新發行的33%股份，螞蟻金服每年向阿里巴巴支付知識產權及技術服務費，金額相當於螞蟻金服稅前利潤37.5%的分成將會終止，阿里巴巴將一次性的收到螞蟻金服股權產生的692億元人民幣（約97億美元）收益。[42]

- 2019年10月27日，阿里巴巴集团以每股12.01元人民幣[43]，斥資48.6億元入股美年大健康10.82%，成為其戰略股東，而由雲鋒基金管理的上海麒鈞將於24.01億購入美年大健康5.34%股份（2億股），合共佔公司總股本的16.16%[44]。

- 2019年11月8日，阿里巴巴集团斥資233億元人民幣，相當於33.3億美元增持菜鳥網絡，持股比例將由51%增至63%。[45]

- 2019年11月15日，阿里巴巴集團宣佈今日起至20日在香港公開招股，擬發行5億股新股，相當於已擴大後股本約2.34%，20日阿里巴巴集團公佈招股定價為每股176港元，集資額約880億元，若計及超額配售股份，料集資約1012億港元，最終於11月26日在港交所掛牌上市[46]。
- 2019年12月4日，阿里巴巴包銷商已悉數行使超額配股權，超額發售0.75億股，佔已擴大後股本約0.46%，發售價為每股176元，額外凈集資131.7億港元，總發行股數將增至214.62億股，而超額配發股份將於12月6日上午9時開始交易[47]。

#### 2020年
- 2020年3月18日，在新型冠狀病毒肺炎全球疫情引發的股災下，阿里巴巴首次跌穿175港元招股價，以接近全日低位173港元收市[48]。
- 2020年11月3日晚，上海证券交易所发布关于暂缓蚂蚁科技集团股份有限公司科创板上市的决定。香港交易所当晚也发表声明，暫緩蚂蚁集团H股上市[49][50]。據《華爾街日報》報導，是中共中央總書記習近平在馬雲發言後，親自下令阻止螞蟻集團的IPO[51]。
- 2020年12月，阿里巴巴集团控股有限公司被市场监管机构中国市场监管总局以实施“二选一”等涉嫌垄断行为立案调查[52]。

#### 2021年
- 2021年2月，因在脱贫攻坚战中作出突出贡献，2021年2月25日全国脱贫攻坚总结表彰大会上，阿里巴巴(中国)有限公司被授予“全国脱贫攻坚先进集体”[53][54][55][56]。

- 2021年4月10日，国家市场监督管理总局在官网发布公告，确认阿里巴巴存在網路零售平台服務市場實施「二選一」壟斷行為，决定罚款前年销售额的百分之四即182.28亿元，并发出「行政指導書」要求整改，三年提交「自查合規報告」，阿里巴巴官网发布公报表示「誠懇接受，堅決服從」。[57][58]

#### 2023年——至今“1+6+N”组织变革

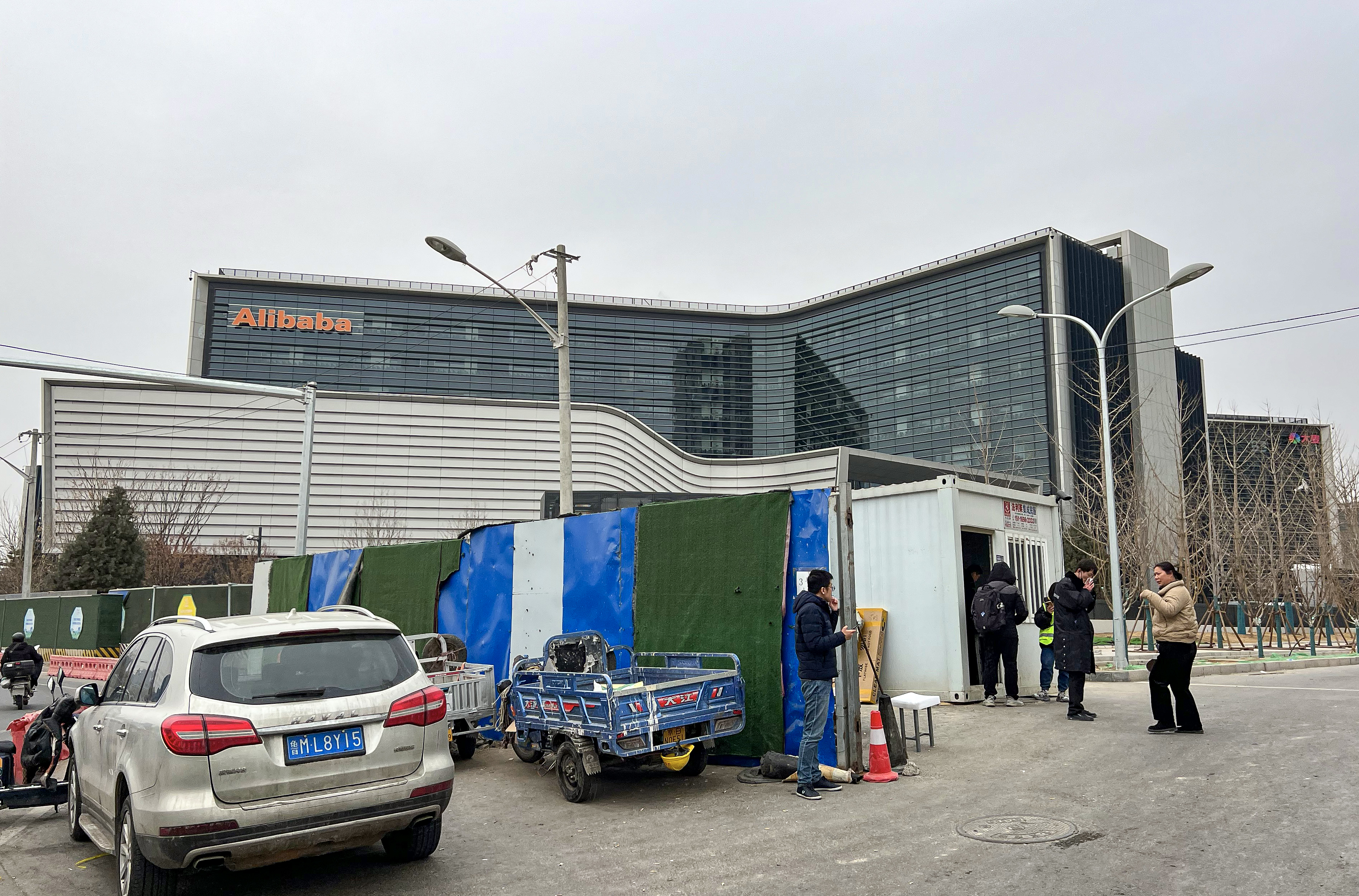
位于崔各庄地区的阿里巴巴北京新总部园区

2023年3月28日，阿里巴巴集团董事会主席兼首席执行官张勇发布全员信，宣布启动“1+6+N”组织变革。在阿里巴巴集团之下，将设立阿里云智能、淘宝天猫商业、本地生活、国际数字商业、菜鸟、大文娱等六大业务集团和多家业务公司。业务集团和业务公司将分别成立董事会，实行各业务集团和业务公司董事会领导下的CEO负责制，阿里巴巴集团则将全面实行控股公司管理。

#### 2024年
- 2024年8月28日，阿里巴巴集團正式完成自願將公司於香港聯交所第二上市，變更為於港交所及紐交所雙重主要上市。[60]隨着雙重主要上市生效，股票標記「S」將自公司於香港聯交所港幣及人民幣櫃檯的股票簡稱中刪除。[61]

- 2024年8月30日，國家市場監督管理總局宣布，阿里巴巴完成3年的整改，集團已按照要求，全面停止境內網絡零售平台服務市場「二選一」壟斷行為。[62]阿里巴巴形容此是集團「新的發展起點」。[63]

- 2024年9月10日，阿里巴巴正式納入港股通。[64]阿里巴巴稱，獲納入港股通後，內地合資格投資者將能夠直接交易集團普通股。[65]

#### 2025年
- 2025年5月21日，阿里大文娱集团更名为虎鲸文娱集团，旗下阿里巴巴影業拟更名为大麦娱乐。虎鲸文娱将以优酷和大麦娱乐为核心引擎

## 战略投资

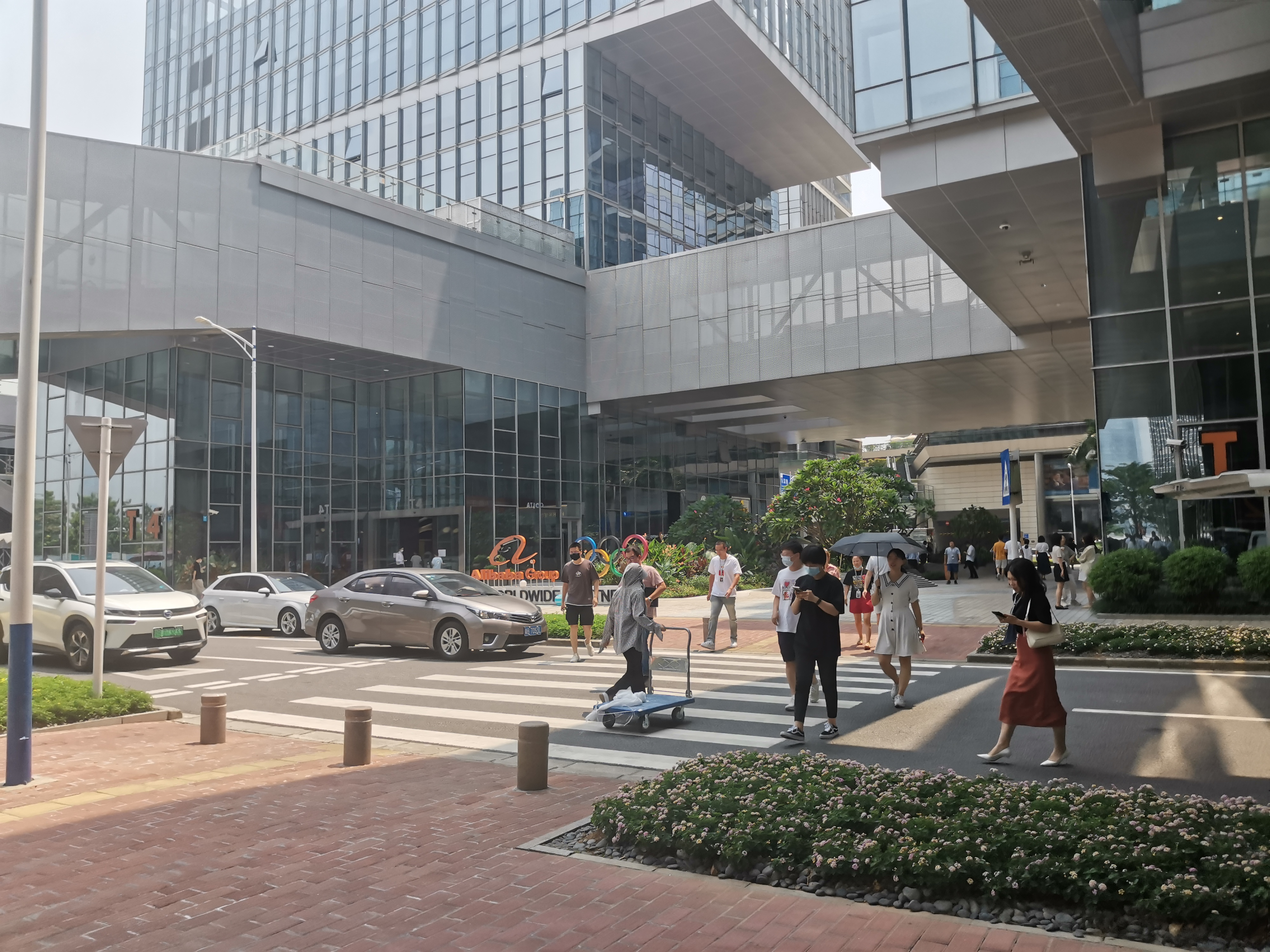
阿里巴巴深圳基地

### 主要投資
| 品牌                                       | 簡介 | 創立/加入時間                                                            | 第一上市       | 第二上市     |
| ------------------------------------------ | --- | ------------------------------------------------------------------------ | -------------- | ------------ |
| 阿里巴巴集團 Alibaba Group Holding Limited | 電子商務在線交易平臺 | 2014年9月21日上市                                                        | ：BABA         | 港交所：9988 |
| 浙江螞蟻小微金融服務集團有限公司           | 蚂蚁金融服务集团旗下品牌有：支付宝、芝麻信用、蚂蚁小贷、余额宝、招财宝等。                                                                                            | 成立于2014年10月                                                         | 無             | 無           |
| 淘寶天貓商業集團                           | |                                                                          |                |              |
| 阿里巴巴网络有限公司                       | | 1999年在杭州，2007年11月股票上市，2012年5月25日私有化，2012年6月20日除牌 | 除牌           | 無           |
| 阿里巴巴影業有限公司                       | 佔59.32％ | 2014年3月11日併購股文化中國傳播（1060）                                  | 港交所：1060   | 於新交所除牌 |
| 阿里達摩院                                 | 2017年對外公開成立訊息，也稱阿里巴巴全球研究院，進行基礎科技研發 | 2017年10月11日                                                           | 無             | 無           |
| 飛豬                                       | 2014年10月28日阿里巴巴集團宣布，將旗下航旅事業部升級為航旅事業群，「淘寶旅行」升級為全新獨立品牌「阿里旅遊·去啊」2016年10月28阿里巴巴日將其旗下的阿里旅行更名為“飛豬” | 2014年10月28日                                                           | 無             | 無           |
| 阿里通信                                   | 虛擬電信業務品牌 | 無                                                                       | 無             | 無           |
| 阿里健康信息54.6%                          | 天貓在線醫藥業務 | 無                                                                       | 港交所：0241   | 無           |
| 阿里巴巴文化娛樂集團100%                   | 持有優酷土豆、UC、阿里影業、阿里音樂、阿里體育、阿里遊戲、阿里文學、阿里數字娛樂事業部等                                                                              |                                                                          |                |              |
| 高鑫零售72%                                | 在中國大陸以大潤發及歐尚作為品牌經營大賣場 | 2017年11月20日斥資224.2億港元入股                                        | 港交所：6808   | 無           |
| 聯華超市18%                                | 在中國大陸經營大型綜合超市、超級市場及便利店 |                                                                          | 港交所：0980   | 無           |
| 三江購物俱樂部32%                          | 在中國大陸浙江省寧波市經營連鎖超市 | 2016年11月18日斥資21.5億人民幣入股                                       | 上交所：601116 | 無           |
| 蘇寧雲商19.9%                              | 連鎖型零售和地產開發企業 | 2015年8月斥資353億港元戓283億元人民幣入股                                | 深交所：002024 | 無           |
| 銀泰百貨73.73%                             | 百貨公司 | 2014年3月斥資251.6億港元入股                                             | 私有化除牌     | 無           |
| 新華都購物廣場股份有限公司10%              | 購物廣場 | 2017年9月27日斥資5.48億人民幣入股                                        | 深交所：002264 | 無           |
| 盒馬鮮生                                   | 生鮮食品超市+餐飲+APP電商+物流 | 2016年投資1.5億美金                                                      | 無             | 無           |

### 其他投資
| 品牌                                  | 簡介                                                     | 創立/加入時間                                                                                             | 股票代號          | 第二上市       |
| ------------------------------------- | -------------------------------------------------------- | --- | ----------------- | -------------- |
| 菜鸟网络科技有限公司                  | 物流公司，佔63%股份                                      | 2013年创立                                                                                                | 無                | 無             |
| 日日順物流                            | 物流公司                                                 | 2013年12月10日斥資5.41億元認購9.9%的股權；以及認購13.16億元可轉換債券，債券可轉換成日日順物流24.1%的股份  |                   | 無             |
| 廣州神馬移動信息科技有限公司30%       | UC瀏覽器經營者                                           | | 無                | 無             |
| 眾安保險 16%                          |                                                          | 2013年11月6日正式成立。                                                                                   | 港交所：6060      | 無             |
| 新浪微博31.5%                         |                                                          | | NASDAQ：WB（ADR） | 無             |
| 合一集团100%                          | 影片分享網站                                             | | ：YOKU            | 無             |
| Tango.me20%股权                       | 手機通訊與交友軟件，                                     | | 無                | 無             |
| 美年健康10.82%                        | 預防醫學企業，                                           | 2019年11月                                                                                                | 深交所：002044    | 無             |
| 广州恒大足球俱乐部40%股权             |                                                          | | 新三板：834338    | 無             |
| 窮遊網                                |                                                          | | 無                | 無             |
| 卓大師                                |                                                          | | 無                | 無             |
| 優視科技100%                          | 行動瀏覽器                                               | 2014年6月11日，阿里巴巴集團與UC優視公司聯合宣布，UC優視將整體併入阿里巴巴集團，與阿里集團部分業務進行整合 | 無                | 無             |
| 友盟                                  |                                                          | | 無                | 無             |
| 快的打車                              | 叫計程車的手機軟件                                       | | 無                | 無             |
| 聲盟                                  |                                                          | | 無                | 無             |
| 丁丁网                                |                                                          | | 無                | 無             |
| TutorGroup                            | 線上學習平台                                             | | 無                | 無             |
| 蝦米音樂                              |                                                          | | 無                | 無             |
| 高德軟件 72%                          | 导航电子地图内容和位置服务解决方案提供商                 | 2001年成立                                                                                                | NASDAQ：AMAP      | 無             |
| 口碑网                                | 生活服務領域的網絡平台。                                 | 2004年6月建立 2008年6月正式上線                                                                           | 無                | 無             |
| 虎嗅網                                | 個性化商業資訊與交流平台                                 | | 無                | 無             |
| 天弘基金                              | 浙江螞蟻小微金融服務集團有限公司持有51%股權              | 2014年5月29日政府認定                                                                                     |                   |                |
| 北京中長石基信息技術公司              | 淘寶(中國)軟件公司持有15%股權                            | 2014年9月28日斥資28.1億元人民幣收購                                                                       | 深交所：002153    | 無             |
| 浙江網商銀行                          | 浙江螞蟻小微金融服務集團有限公司持有30%股權              | 銀監會已於2014年9月26日做出批復同意籌建                                                                   | 無                | 無             |
| 芝麻信用管理有限公司                  | 浙江螞蟻小微金融服務集團有限公司                         | 信用評估及信用管理機構                                                                                    | 無                | 無             |
| 快智集團戰略投資                      | 擁有快的打車及一號專車兩個召車程式                       | | 無                | 無             |
| 易傳媒控股權                          | 中國最大數位廣告公司                                     | | 無                | 無             |
| 魅族28.828%                           | 智能手機製造廠商                                         | 2015年2月9日斥資5.9億美元入股                                                                             | 無                | 無             |
| 印度One9725%                          | 經營印度最大的移動支付和商務平台Paytm                    | 浙江螞蟻小微金融服務集團有限公司持有25%股權                                                               | 無                | 無             |
| 美國Zulily9.3%                        | 母嬰用品電子商貿公司                                     | | NASDAQ：ZU        | 無             |
| 第一財經（CBN）30%                    | 財經傳媒集團，隶属上海广播电视台（上海文化广播影视集团） | 2015年6月4日斥資12億人民幣入股                                                                            |                   | 無             |
| 新加坡郵政（SingPost）14.51%          |                                                          | |                   | SGX：S08       |
| 冠庭國際物流（Quantium Solutions）34% | 電商物流服務                                             | 2015年7月8日斥資0.92億新元入股                                                                            |                   | 無             |
| 魅力惠                                | 亞洲時尚奢品限時折扣網站                                 | 2015年7月8日斥資1亿美元入股                                                                               |                   | 無             |
| OpenSky37.6%                          | 美國網上購物平台                                         | |                   | 無             |
| 南華早報集團                          | 旗下的南華早報和其他媒體資產                             | 2015年12月13日，以20.6億港元（約合2.66億美元）現金收購南華早報集團媒體資產                                |                   | 無             |
| Groupon5.6%股權                       | 團購                                                     | | NASDAQ：GRPN      | 無             |
| SM娛樂4%股權                          | 韓國大型藝人企劃和經紀公司                               | | KRX：041510       | 無             |
| 饿了么27.7%                           | 订餐平台                                                 | 2016年4月13日入股，投资额12.5亿美元                                                                       |                   | 無             |
| 豌豆莢                                | 手機應用軟體下載平台                                     | 2016年7月，阿里巴巴斥資2億美元全資收購                                                                    |                   | 無             |
| Lazada                                | 東南亞最大電商平台                                       | 2016年4月12日，阿里巴巴集團斥資78億港元（10億美元）入股                                                   |                   | 無             |
| 印度Jasper Infotech Pvt4.27%          | 旗下擁有並運營印度電商巨頭 Snapdeal                      | 2015年8月4日，阿里巴巴集團斥資2億美元入股                                                                 |                   | 無             |
| 百世物流27.79%                        |                                                          | |                   | 無             |
| 如涵電商12.9%                         |                                                          | |                   | 無             |
| 北京红马传媒文化发展有限公司          | 大麦集团 大麦网                                          | 2017 年3月21日                                                                                            |                   |                |
| 中通快遞10%                           |                                                          | |                   | 無             |
| ofo小黃車12%                          |                                                          | 阿里巴巴年報顯示，截止2018年3月31日，阿里巴巴完成對OFO小黃車3.43億美元（22.72億元）投資                   |                   | 無             |
| 紅星美凱龍10%                         | 连锁家居零售商                                           | 2019年5月15日斥資43億人民幣入股                                                                           | 港交所：1528      | 上交所：601828 |
| 中國廣電網絡股份有限公司9.8813%       | 電訊營運商                                               | 2020年9月25日斥資100億人民幣入股                                                                          |                   |                |

## 集團及關聯公司

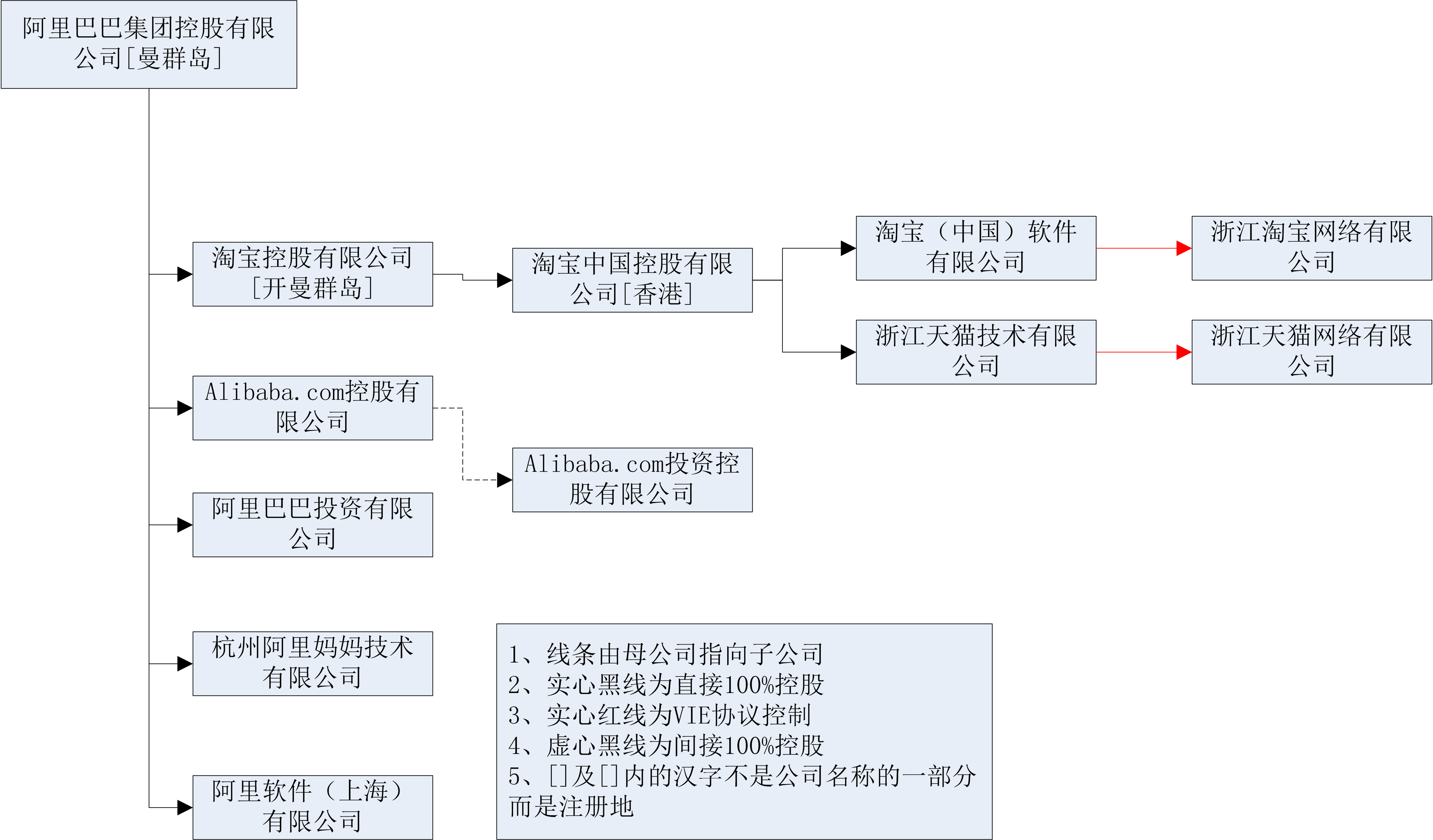
阿里巴巴集团控股有限公司及关联公司。

### 阿里巴巴网络有限公司
阿里巴巴网络有限公司是阿里巴巴集團的直接前身，也是在中国大陆的旗艦業務，由馬雲與另外18名人士在1999年創立，主要經營服務小企業的B2B（企業對企業）網上貿易平台，按用戶數計目前是全球領先的小企業電子商務公司。
- 阿里巴巴現時設有四個網上交易市場，協助世界各地的小企業尋找生意夥伴。四個網上交易市場包括服務全球進出口商的國際交易市場（alibaba.com）、集中國內貿易的中國交易市場（1688.com）、促進日本外銷及內銷的日本交易市場（alibaba.co.jp），以及一個專為小買家而設的全球批發交易平台「全球速賣通」（aliexpress.com）。截至2011年三月，四個網上交易市場合共擁有超過6,500萬名註冊用戶。

- 阿里巴巴亦向中國內地的企業提供商務管理軟件、互聯網基礎設施服務、出口相關服務和貸款服務，同時通過旗下的阿里學院經營管理人員及電子商務專才培訓服務。

- 自2010年11月，阿里巴巴与美国商务服务局 （美国商务部）、香港貿易發展局及国际贸易网站（英語：GlobalTrade.net）同为合作伙伴。

## 评价
- 英国《经济学人》杂志称其为“世界上最伟大的集市”。[67][68]
- 2018年8月17日，马来西亚首相马哈迪·莫哈末抵达杭州，参观阿里巴巴总部，聆听马云的解说后指出，阿里巴巴集团充分善用现代科技来造福人们：“我们希望能向贵公司的现代科技取经，藉此造福马来西亚人。”[69]

## 社会责任
- 阿里巴巴努力推动女性就业，曾与中华全国妇女联合会[70]合作举办社区活动推广电商，并向联合国妇女署捐款以扶持女性就业[71]。阿里巴巴的员工有一半为女性，并有三分之一的领导为女性，尤其人力资源等部门。[72]。

## 事件

### 2010年代
- 媒體力量:自2012年开始，阿里巴巴集团开始大规模投资媒体，包括陌陌、新浪微博、虎嗅、文化中国传媒集团（京华时报）、优酷土豆、光线传媒、四川日报集团、芒果TV、南华早报等，成功构建了一支实力巨大的 “公关喉舌”队伍[73]。而阿里巴巴不断干涉被投资媒体的事件也频频发生[74]。集團杭州園區內建有專門警務室，警方可通過之向阿里巴巴索取調查所需的數據，以利用該公司通過電子商務和金融支付網絡建立的信息庫[75]。
- 抢月饼事件:2016年中秋節，阿里巴巴在當天發起讓員工公平競購「陶公仔」月餅的活動，結果其資訊安全部的四位工程師謝由編寫程式運行，在短短2個小時內購得124盒月餅，隨後遭公司開除，引發相關的倫理議題討論。
- 996工作制争议：2019年中国大陆网络上兴起对996工作制（每天从上午九点上班到晚上九点，每周工作六天）的讨论，舆论普遍反对该工作制度。2019年4月11日，阿里巴巴董事局主席马云在公司内部交流活动上与员工讨论了996这个话题。随后该讲话[76]被整理为文字版于网络中流传。文字版整理中，马云表示“能做996是一种很大的福气，很多公司、很多人想做996都没有机会”“你一辈子没有996，你觉得你就很骄傲了？”“所以今天中国BAT这些公司能够996，我认为是我们这些人修来的福报”。这些支持996工作制的话语遭到部分网友的强烈反对，有人指出其支持996工作制是公开践踏劳动法的做法、是既得利益者从不考虑底层员工感受的印证；同时也有网民对其言论表示赞同。

### 2020年代
- 涉嫌垄断：2020年12月24日，国家市場監管總局對阿里巴巴集團實施「二選一」等涉嫌壟斷行為立案調查[77]。阿里巴巴当日的股价开市既跌超过15%，市值蒸发超过1100亿美金[78]。

#### 2021年
- 2021年4月10日，国家市场监督管理总局对阿里巴巴开出政处罚182.28亿元（以其2019年中国境内销售额4557.12亿元人民币4%的罚款），並发出《行政指导书》要求连续三年提交自查合规报告[79]。
- 2021年3月18日，由于未履行安全评估程序，阿里巴巴集团被网信部门、公安机关约谈[80]。
- 2021年8月7日，阿里巴巴员工被猥亵案，引起社会关注中国大陆性暴力和强奸问题和中国大陆职场性骚扰。[81][82]在事情爆发之后，CEO张勇表示对拥有这类的员工感到惭愧。

#### 2022年
- 2022年7月10日，阿里巴巴的子公司因未报告5笔交易被国家市场监督管理总局罚款250万元[83]。